# Oneida, Illinois
Oneida là một thành phố thuộc quận Knox, tiểu bang Illinois, Hoa Kỳ. Năm 2010, dân số của thành phố này là 700 người.

## Dân số
Dân số qua các năm:
- Năm 2000: 752 người.
- Năm 2010: 700 người.